# Березники (футбольный клуб)
«Березники́» — российский футбольный клуб из одноимённого города. Основан в 1958 году под названием «Химик». Лучшее достижение в первенстве России — 13 место в зоне «Урал» второго дивизиона в 2001 году. Перед началом следующего сезона команда снялась с турнира из-за проблем с финансированием. Рекордом «Химика» является двукратный выход в четвертьфинал Кубка СССР (1966/1967, 1967/1968 — пятая зона) и 9 место в чемпионате страны второй низшей лиги класса Б 1960 года.

## История
Первые серьёзные успехи команды датированы 1950-ми годами. В 1956 году «Химик» из Березников победил в Кубке РСФСР среди коллективов физкультуры. В сезоне 1958 года состоялся дебют команды в классе «Б». «Химик» занял 14 место из 16 участников. В следующий раз «Химик» принял участие в чемпионате в 1960 году, и команда достигла наивысшего успеха в своей истории, одержав 11 побед и заняв 9-е место в турнире. «Химик» никогда не находился в числе лидеров зонального турнира: в дальнейшем, команда в основном занимала места в нижней половине таблицы: наилучшими результатами стали 11-е места в сезонах 1961 и 1963 годов. Последним стал сезон 1970 года: «Химик» занял 16-е место при 18 участниках, но класс «Б» был расформирован и команда мастеров в Березниках прекратила существование. В 1980-е годы «Содовик» представлял Березники в чемпионате Пермской области. В начале 1990-х годов клуб выступал в соревнованиях КФК, нося название «Содовик»: в 1992 году стал 13-м, а в 1993 — 10-м.
Возрождение команды произошло в конце 1990-х — начале 2000-х годов. Возобновив выступления в первенстве среди КФК, команда, получившая название «Титан» в 1999 году заняла 2-е место в уральской зоне, а в 2000 году стала первой. Хотя оба раза «Титан» занимал последние места в финальных группах, в начале 2001 года было принято решение о заявке команды во второй дивизион ПФЛ, спонсорами клуба должны были стать крупнейшие предприятия города. В предсезонье в составе команды остались лишь 7 футболистов, игравших в прошлом году в КФК. Сезон-2001 костяк команды, переименованной в «Березники», составили бывшие игроки потерявших профессиональный статус «Самотлора» и в первую очередь тобольского «Иртыша», команда начала удачно и шла в числе лидеров. В итоге команда заняла 13-е место. Хотя в межсезонье команде удалось сохранить прошлогодний состав, но из-за финансовых проблем клуб снялся с чемпионата.

## Прежние названия
- 1958—1991 — «Химик»
- 1992—1998 — «Содовик»
- 1999—2000 — «Титан»

## Главные тренеры
- Романов, Павел Яковлевич (1960—1961)
- Сергеев, Евгений Александрович (1962)
- Зайцевский, Алексей Сергеевич (1963)
- Ходотов, Юрий Николаевич (1964)
- Абнасыров, Юрий Александрович (1965—1968)
- Суетин, Владимир Фёдорович (1969—1970)

- Алхазов, Виталий Валерьевич (2001)

- Котов, Валерий Иванович (с 2020)[21]